# Мала Кізнінка
Мала Кі́знінка, Поскотіна (рос. Малая Кизнинка) — річка в Росії, ліва притока Лема. Протікає територією Великососновського району Пермського краю та Дебьоського району Удмуртії.
Річка починається на північний захід від присілка Ягвай Дебьоського району, на кордоні Удмуртії та Пермського краю. Протікає спочатку на північ по урочищу Волок, що на території Пермського краю, потім повертає на північний захід і входить на територію Дебьоського району. Після присілку Мала Кізня знову повертає на північ. Впадає до Лема навпроти присілка Удмуртський Лем. Верхня течія пересихає. На річці створено декілька ставків. Приймає декілька дрібних приток.
Над річкою розташовано присілок Мала Кізня.